# Árbol nacional

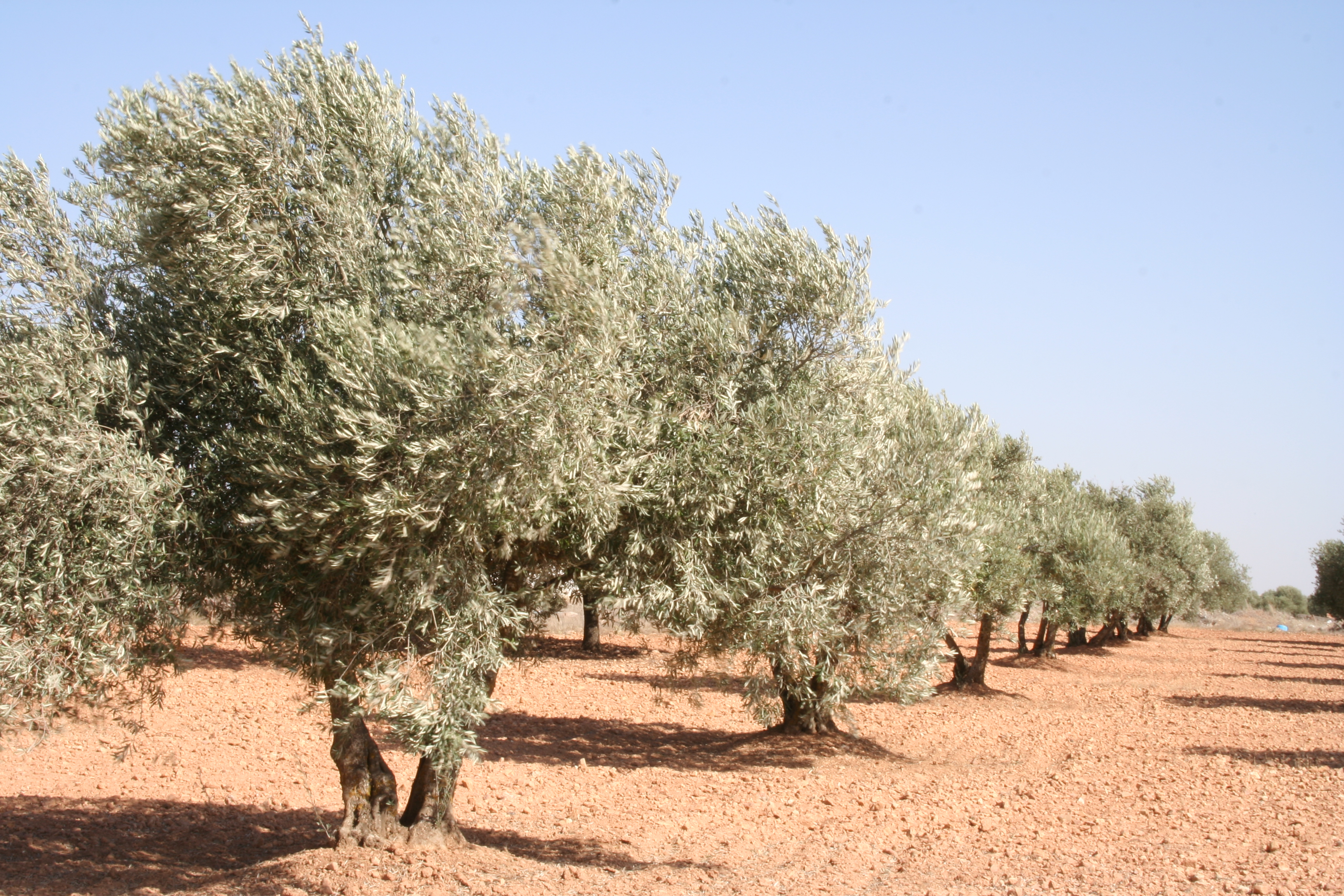
El olivo (Olea europaea), árbol nacional de varios países mediterráneos como Albania, Grecia, Israel y Palestina.

Un árbol nacional es un árbol designado como símbolo nacional de un país. El árbol nacional suele ser un árbol común en el país donde es designado como tal y funciona como un elemento cultural. Este puede ser uno de varios símbolos nacionales que puede tener un país como un animal nacional, lema nacional, himno nacional o un santo patrón.

## Homenajes al árbol nacional
Algunos países, como El Salvador, celebran su árbol nacional como parte de sus celebraciones del Día del Árbol. Otros países tienen un himno dedicado a su árbol nacional como el Himno al Pino en Honduras, en honor al pinus oocarpa, o el Himno al Árbol en Venezuela, en honor al Araguaney.

## Árbol nacional por país
| País                   | Nombre común                     | Nombre científico                   | Foto | Referencia           |
| ---------------------- | -------------------------------- | ----------------------------------- | ---- | -------------------- |
| Afganistán             | Mora (no oficial)                | Morus                               |      |                      |
| Albania                | Olivo                            | Olea europaea                       |      | [ 2 ]                |
| Alemania               | Roble                            | Quercus                             |      |                      |
| Antigua y Barbuda      |                                  | Bucida buceras                      |      | [ 3 ] [ 4 ]          |
| Angola                 | Baobab                           | Adansonia digitata                  |      | [ 5 ] [ 6 ]          |
| Arabia Saudita         | Phoenix                          | Phoenix dactylifera                 |      |                      |
| Argentina              | Ceibo                            | Erythrina crista-galli              |      | [ 7 ] [ 8 ]          |
| Argentina              | Quebracho rojo                   | Schinopsis balansae                 |      |                      |
| Australia              | Zarzo dorado                     | Acacia pycnantha                    |      | [ 9 ]                |
| Bahamas                | Guayacán de América              | Guaiacum sanctum                    |      | [ 10 ] [ 11 ] [ 12 ] |
| Bangladés              | Mango                            | Mangifera indica                    |      | [ 13 ]               |
| Bielorrusia            | Roble (no oficial)               | Quercus robur                       |      |                      |
| Belice                 | Caoba de Honduras                | Swietenia macrophylla               |      | [ 14 ]               |
| Bolivia                | Palma zunkha                     | Parajubaea torallyi                 |      | [ 15 ]               |
| Brasil                 | Palo Brasil                      | Paubrasilia echinata                |      | [ 16 ]               |
| Bután                  | Ciprés de Bután                  | Cupressus cashmeriana               |      | [ 17 ]               |
| Camboya                | Palma de Palmira                 | Borassus flabellifer                |      | [ 18 ] [ 19 ]        |
| Canadá                 | Arce                             | Acer                                |      | [ 20 ] [ 21 ]        |
| Catar                  | Espina santa                     | Ziziphus spina-christi              |      |                      |
| Chile                  | Araucaria                        | Araucaria araucana                  |      | [ 22 ] [ 23 ]        |
| Chipre                 | Roble dorado                     | Quercus alnifolia                   |      | [ 24 ] [ 25 ]        |
| Colombia               | Palma de cera del Quindío        | Ceroxylon quindiuense               |      | [ 26 ] [ 27 ]        |
| Corea del Norte        | Pino                             | Pinus                               |      | [ 28 ]               |
| Corea del Sur          | Rosa de Siria, Pino rojo japonés | Hibiscus syriacus, Pinus densiflora |      |                      |
| Costa Rica             | Guanacaste                       | Enterolobium cyclocarpum            |      | [ 29 ]               |
| Croacia                | Roble                            | Quercus robur                       |      | [ 30 ]               |
| Cuba                   | Palma real                       | Roystonea regia                     |      | [ 31 ]               |
| Dinamarca              | Haya común                       | Fagus sylvatica                     |      | [ 32 ]               |
| Dinamarca              | Roble                            | Quercus robur                       |      |                      |
| Ecuador                | Cascarilla o quina               | Cinchona officinalis                |      | [ 33 ] [ 34 ]        |
| El Salvador            | Maculís                          | Tabebuia rosea                      |      | [ 35 ] [ 36 ]        |
| Emiratos Árabes Unidos |                                  | Prosopis cineraria                  |      |                      |
| Eslovaquia             | Tilo norteño                     | Tilia cordata                       |      |                      |
| Eslovenia              | Tilo                             | Tilia                               |      |                      |
| España                 | Encina                           | Quercus ilex                        |      | [ 37 ]               |
| Estados Unidos         | Roble                            | Quercus                             |      |                      |
| Estonia                | Roble                            | Quercus robur                       |      |                      |
| Filipinas              | Caoba filipina                   | Pterocarpus indicus                 |      |                      |
| Finlandia              | Abedul común                     | Betula pendula                      |      | [ 38 ]               |
| Grecia                 | Olivo                            | Olea europaea                       |      |                      |
| Guatemala              | Ceiba                            | Ceiba pentandra                     |      |                      |
| Guinea Ecuatorial      | Ceiba                            | Ceiba pentandra                     |      | [ 39 ]               |
| Haití                  | Palma real                       | Roystonea                           |      | [ 40 ]               |
| Honduras               | Pino                             | Pinus oocarpa                       |      |                      |
| India                  | Baniano                          | Ficus benghalensis                  |      | [ 41 ]               |
| Indonesia              | Teca                             | Tectona                             |      |                      |
| Irán                   | Ciprés mediterráneo              | Cupressus sempervirens              |      |                      |
| Irlanda                | Roble albar                      | Quercus petraea                     |      |                      |
| Israel                 | Olivo                            | Olea europaea                       |      |                      |
| Italia                 | Madroño                          | Arbutus unedo                       |      |                      |
| Jamaica                | Majagua                          | Talipariti elatum                   |      | [ 42 ]               |
| Japón                  | Cerezo de flor japonés           | Prunus serrulata                    |      |                      |
| Laos                   | Plumeria                         | Plumeria                            |      |                      |
| Letonia                | Roble                            | Quercus robur                       |      |                      |
| Líbano                 | Cedro del Líbano                 | Cedrus libani                       |      |                      |
| Lituania               | Roble                            | Quercus robur                       |      | [ 43 ]               |
| Macedonia del Norte    | Pino de Macedonia (no oficial)   | Pinus peuce                         |      | [ 44 ]               |
| Madagascar             | Baobab                           | Adansonia                           |      |                      |
| Malasia                |                                  | Intsia palembanica                  |      | [ 45 ]               |
| Maldivas               | Cocotero                         | Cocos nucifera                      |      |                      |
| Malta                  | Ciprés de Cartagena              | Tetraclinis articulata              |      |                      |
| México                 | Ahuehuete                        | Taxodium mucronatum                 |      | [ 46 ]               |
| Moldavia               | Roble                            | Quercus robur                       |      |                      |
| Nepal                  | Rododendro                       | Rhododendron                        |      |                      |
| Nicaragua              |                                  | Calycophyllum candidissimum         |      | [ 47 ]               |
| Nueva Zelanda          | Árbol helecho plateado           | Cyathea dealbata                    |      |                      |
| Pakistán               | Cedro del Himalaya               | Cedrus deodara                      |      | [ 48 ]               |
| Palestina              | Olivo                            | Olea europaea                       |      |                      |
| Panamá                 | Panamá                           | Sterculia apetala                   |      |                      |
| Paraguay               | Lapacho                          | Handroanthus impetiginosus          |      |                      |
| Perú                   | Árbol de la quina                | Cinchona officinalis                |      | [ 49 ]               |
| Polonia                | Roble                            | Quercus robur                       |      |                      |
| Portugal               | Alcornoque mediterráneo          | Quercus suber                       |      |                      |
| Puerto Rico            | Ceiba                            | Ceiba pentandra                     |      |                      |
| Reino Unido            | Roble real                       | Quercus robur                       |      |                      |
| República Checa        | Tilo norteño                     | Tilia cordata                       |      | [ 50 ]               |
| República Dominicana   | Caoba de las Indias Occidentales | Swietenia mahagoni                  |      | [ 51 ]               |
| Rumania                | Roble                            | Quercus robur                       |      |                      |
| Rusia                  | Abedul común                     | Betula pendula                      |      |                      |
| Senegal                | Baobab                           | Adansonia digitata                  |      |                      |
| Serbia                 | Roble, Pícea de Serbia           | Quercus, Picea omorika              |      |                      |
| Sudáfrica              | Palo amarillo real               | Podocarpus latifolius               |      | [ 52 ]               |
| Sri Lanka              |                                  | Mesua nagassarium                   |      |                      |
| Suecia                 | Abedul común                     | Betula pendula                      |      |                      |
| Tailandia              | Caña fístula                     | Cassia fistula                      |      |                      |
| Tanzania               | Granadillo negro                 | Dalbergia melanoxylon               |      |                      |
| Ucrania                | Viburnum, sauce llorón           | Viburnum, Salix                     |      |                      |
| Uruguay                | Ceibo                            | Erythrina crista-galli              |      | [ 53 ] [ 54 ]        |
| Venezuela              | Araguaney                        | Tabebuia chrysantha                 |      |                      |
| Vietnam                | Bambú de buda                    | Bambusa ventricosa                  |      |                      |
| Yemen                  | Árbol de la sangre de dragón     | Dracaena cinnabari                  |      |                      |